# Prélature de Lorette
La prélature territoriale de Lorette (en latin:  Praelatura Territorialis ab Alma Domo Lauretana ; en italien : Prelatura territoriale di Loreto) est une prélature territoriale de l'Église catholique en Italie, suffragante de l'archidiocèse d'Ancône-Osimo et appartenant à la région ecclésiastique des Marches.

## Territoire
La prélature de Lorette gère uniquement la commune de Lorette qui se trouve dans la province d'Ancône, l'autre fraction de cette province est partagée par les archidiocèses d'Ancône-Osimo et de Camerino-San Severino Marche et les diocèses de Jesi, Senigallia et Fabriano-Matelica. Son territoire est de 17 km2 divisé en 5 paroisses (Sainte Maison confiée aux franciscains de Béthanie (it), Sacré Cœur de Jésus créée en 1928 et gérée par les franciscains, Saint Flavien érigée en 1928 dont la pastorale est confiée aux déhoniens, Bienheureuse Vierge Marie Adolescente créée en 1947 qui relève des montfortains, Sainte Famille-Saint Camille créée en 1981 et confiée aux Fils de la Sainte-Famille). Le siège épiscopal est à Lorette où se trouve la basilique de la Sainte Maison, lieu d'un célèbre pèlerinage à la Vierge.

## Histoire
Selon la tradition, dans la nuit du 9 au 10 décembre 1294, la Sainte Maison de Nazareth est transportée par les anges dans un lieu nommé Lorette qui faisait partie du diocèse de Recanati. L'endroit devient bientôt l'objet d'un pèlerinage.
Par la bulle Pro excellenti du 17 mars 1586, le pape Sixte V, élève Loreto au rang de cité et diocèse en supprimant le diocèse de Recanati. Le 9 février 1592, Le diocèse de Recanati est rétabli par le pape Clement VIII et uni aeque principaliter à celui de Lorette.
Du 10 au 14 septembre 1930, Lorette accueille le 10e congrès eucharistique national italien, auquel participe le cardinal Luigi Capotosti en qualité de légat apostolique. Le 15 septembre 1934, le pape Pie XI, en application du concordat de 1929, supprime le siège épiscopal de Lorette par la bulle Lauretanae Basilicae et incorpore son territoire à celui du diocèse de Recanati, à exception du sanctuaire de Lorette qui reste immédiatement soumis au Saint-Siège. Le 11 octobre 1935, la juridiction de l'administrateur pontifical est étendue au territoire de la ville de Lorette. Ses deux administrateurs pontificaux, Francesco Borgongini-Duca et Primo Príncipi qui résident tous deux à Rome, sont représentés à Lorette par deux vicaires, respectivement : Gaetano Malchiodi (1935-1960) et Angelo Prinetto (1961-1965).
Finalement, le 24 juin 1965, la bulle Lauretanae Almae Domus, promulguée par le pape Paul VI, supprime l'administration pontificale et crée une délégation pontificale pour administrer le sanctuaire et la prélature de la Sainte Maison, en rétablissant, en même temps, le siège épiscopal dans la basilique.
Le 11 mars 2000, la prélature, jusqu'alors sous exemption, devient suffragant de l'archidiocèse d'Ancône-Osimo.

## Liste des prélats
- Francesco Cantucci † (23 mars de 1586 - 26 novembre de 1586)
- Rutilio Benzoni † (16 décembre de 1586 - 9 février de 1592 nommé évêque de Recanati et Loreto)
  - Siège uni à Recanati (1592-1935)
- Francesco Borgongini Duc † (25 mars de 1934 - 12 janvier de 1953 nommé cardinal)
  - Gaetano Malchiodi † (25 janvier de 1935 - 26 janvier de 1960) (vicaire)
- Premier Principi † (8 mai de 1956 - 24 juin de 1965 a démissionné)
  - Ange Prinetto † (18 octobre de 1961 - 25 avril de 1965 a démissionné) (vicaire)
- Aurelio Sabattani † (24 juin de 1965 - 30 septembre de 1971, archevêque in partibus de Justiniana Prima (de) nommé secrétaire du Tribunal suprême de la Signature apostolique)
- Loris Francesco Capovilla † (25 septembre de 1971 - 10 décembre de 1988 a démissionné)
- Pasquale Macchi † (10 décembre de 1988 - 7 octobre de 1996 s'est retiré)
- Angelo Comastri (9 novembre de 1996 - 5 février de 2005 nommé coadjuteur de l'archiprêtre de la Basilique de Saint Pierre, vicaire général de Sa Sainteté pour l'État de la Cité du Vatican et président de la Fabrique de Saint-Pierre)
- Giovanni Danzi † (22 février de 2005 - 2 octobre de 2007)
- Giovanni Tonucci, (18 octobre 2007 - 20 mai 2017)
- Fabio Dal Cin (it), depuis le 20 mai 2017

## Communautés religieuses
Communautés religieuses féminines
- Carmélites Déchaussées
- Religieuses de la Passion de Jésus-Christ
- Congrégation de Notre-Dame de Charité du Bon Pasteur
- Servantes de l'Incarnation (it)
- Filles de la Charité de Saint Vincent de Paul.
- Filles de Sainte Marie de la Divine Providence
- Franciscaines missionnaires d'Assise (it)
- Ursulines de Jésus
- Sœurs de la Sainte Famille de Nazareth
- Sœurs de la Sainte Famille de Savillan
- Franciscaines alcantarines
- Sœurs de Jésus Rédempteur (it)
- Franciscaines Missionnaires du Cœur de Jésus et de Marie Immaculée.

Communautés religieuses masculines
- Frères mineurs capucins
- Ordre des frères mineurs
- Salésiens
- Compagnie de Marie
- Prêtres du Sacré-Cœur de Saint-Quentin
- Congrégation de Jésus Prêtre (it)
- Missionnaires de Saint-Charles
- Franciscains de Béthanie

Institus séculiers
- Mater Misericordiae (Ancelle)
- Volontaires Franciscains des vocations

## Sources
- http://www.catholic-hierarchy.org